# Victor Horta
Victor Horta (tiếng Pháp: [ɔʁta]; Victor, Nam tước Horta sau 1932; 6 tháng 1 năm 1861 – 8 tháng 9 năm 1947) là một kiến trúc sư, nhà thiết kế người Bỉ. Ông được coi là một trong những cái tên quan trọng nhất của kiến trúc Tân nghệ thuật. VỚi việc xây dựng Hôtel Tassel tại Bỉ trong năm 1892-3, ông được coi là người đầu tiên đưa nghệ thuật trang trí vào trong kiến trúc. Phong cách kiến trúc mà ông theo đuổi chịu ảnh hưởng sâu sắc từ kiến trúc sư người Pháp Hector Guimard, người mà đã sử dụng trong nhiều dự án thiết kế tại Pháp và đã tạo ảnh hưởng tới nhiều quốc gia khác.
Năm 1932, vua Albert I của Bỉ đã phong ông là Nam tước cho những đóng góp của ông về kiến trúc. Bốn trong số các tòa nhà do ông thiết kế đã được UNESCO công nhận là Di sản thế giới.

## Cuộc đời và sự nghiệp
Victor Horta sinh ra tại Ghent và lần đầu tiên bị thu hút bởi ngành kiến trúc là khi ông giúp việc cho người chú của mình trên một địa điểm xây dựng ở tuổi mười hai.
Ngoài ra, ông cũng có sự quan tâm lớn tới âm nhạc từ khi còn nhỏ, và trong năm 1873 ông đã theo học lý thuyết âm nhạc tại Học viện Âm nhạc Hoàng gia Ghent. Sau khi bị đuổi học vì hành vi xấu, ông theo đuổi Kiến trúc tại Học viện Hoàng gia Mỹ thuật Ghent như là một sự lựa chọn thay thế. Năm 1878, ông rời Paris tìm kiếm việc làm với Jules Debuysson ở Montmartre.